# Spachea correae
Spachea correae är en tvåhjärtbladig växtart som beskrevs av J. Cuatrec. och T.B. Croat. Spachea correae ingår i släktet Spachea och familjen Malpighiaceae. Inga underarter finns listade i Catalogue of Life.